# Drumbeg (Sutherland)

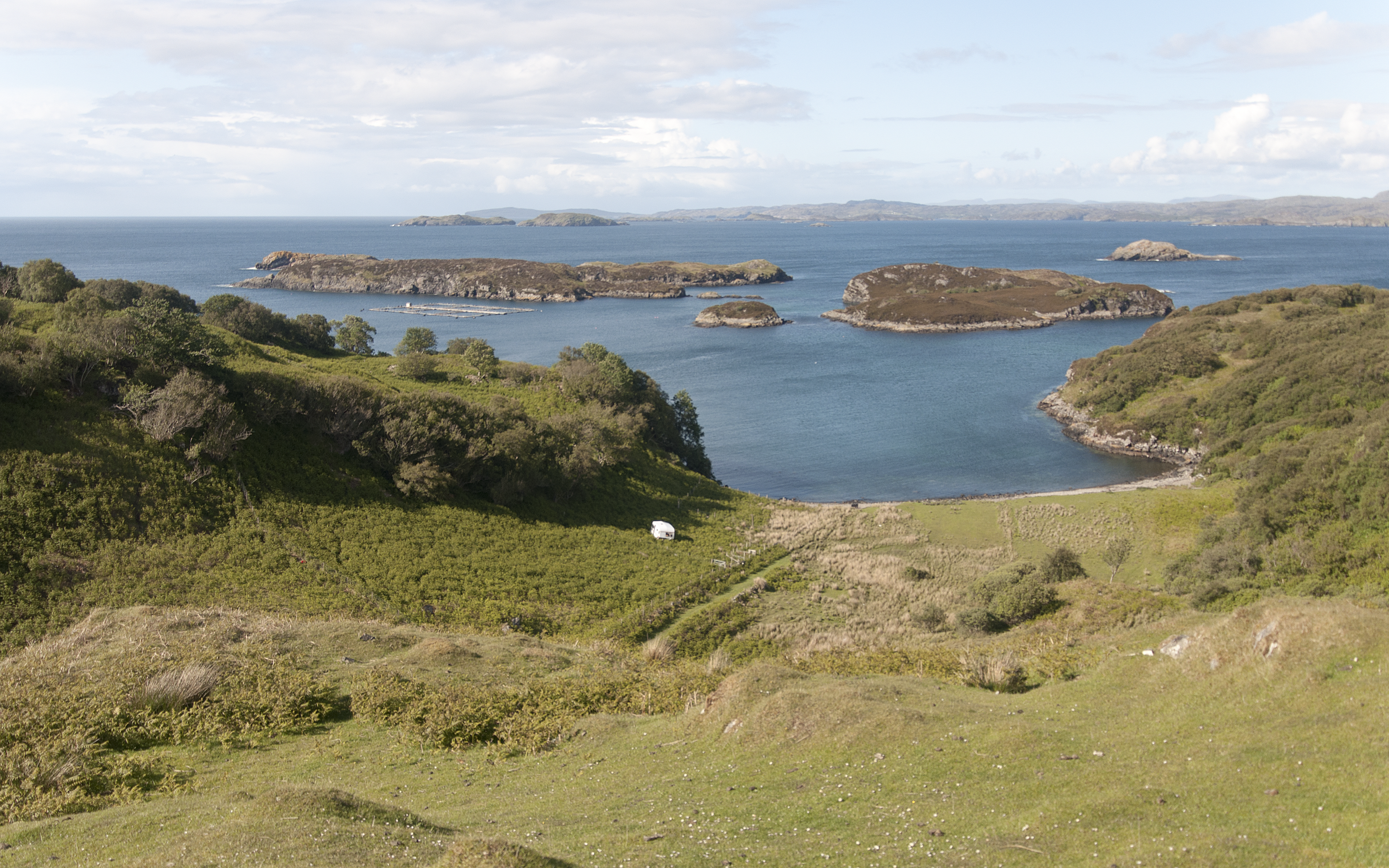
Drumbeg vanaf de B869

Drumbeg (Schots-Gaelisch: An Druim Beag) is een dorp in het westen van de Schotse lieutenancy Sutherland in het raadsgebied Highland met een populatie van ongeveer 60.
In de buurt liggen Loch Drumbeg, Nedd en Loch Nedd.